# 碳酸锶
碳酸锶，化学式SrCO3。

## 性质
白色细微粉末或无色斜方结晶。易溶于氯化铵和硝酸铵溶液，难溶于水，微溶于碳酸铵溶液和氨水，不溶于醇。在氯化铵溶液中煮沸则转变为可溶的氯化锶。遇酸或加热至1340°C时分解放出二氧化碳。在含二氧化碳气体的水中，可溶解生成碳酸氢锶。向水中的悬浮液通入硫化氢气体时，可生成硫黄。在自然界中，碳酸鍶亦以菱锶矿形式存在。

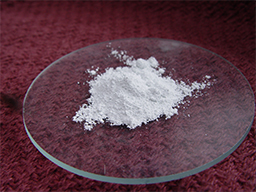
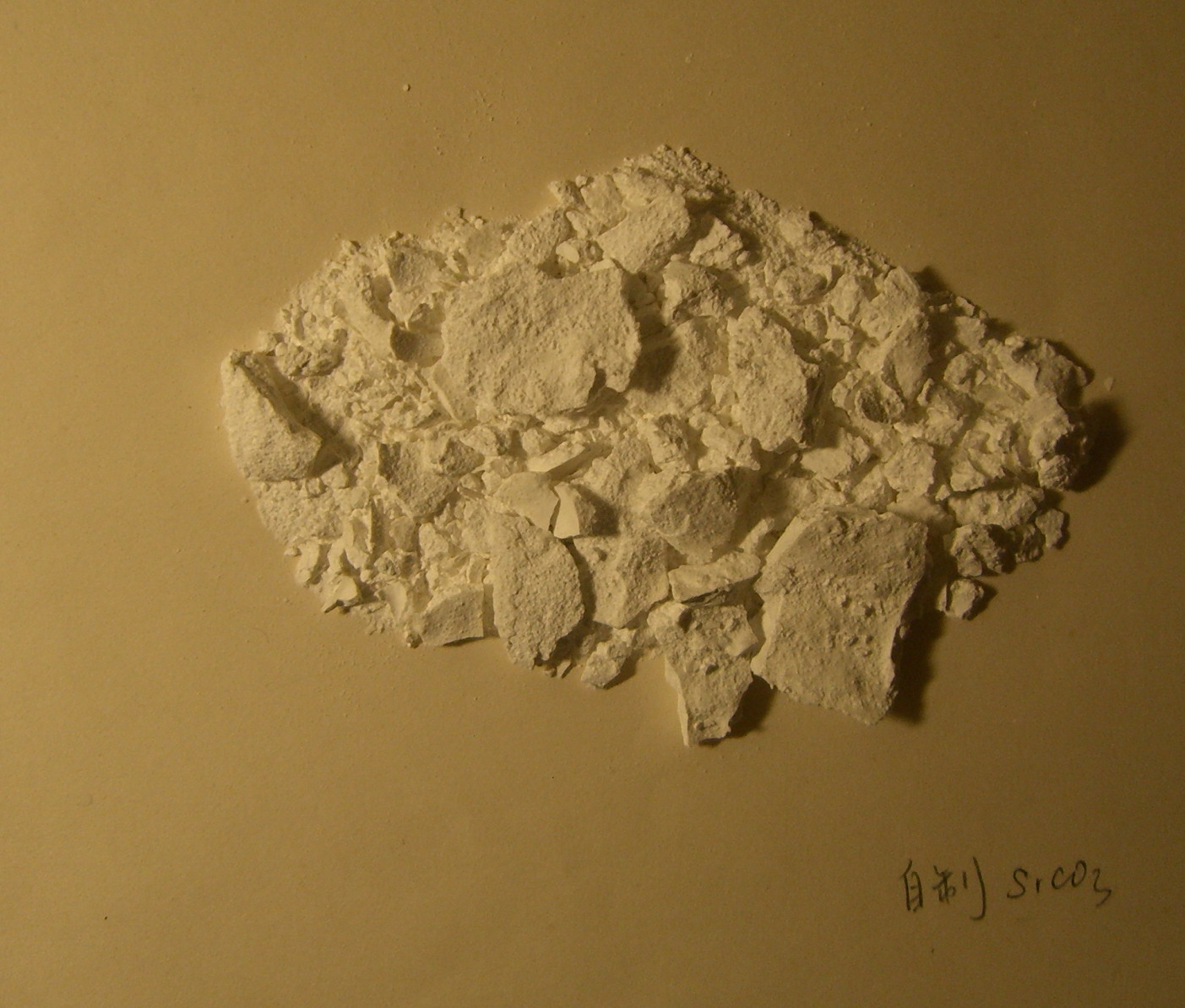
未纯化

## 制备
由可溶於水之锶盐与碳酸盐水溶液发生复分解制得，例如通过硝酸锶和碳酸钠於水溶液下發生沉澱反应制备：
Sr(NO3)2 (aq) + Na2CO3 (aq) → SrCO3 (s) + 2 NaNO3 (aq)

## 用途
用作制取其他锶化合物的原料、钯氢化催化剂的载体、分析试剂，以及用于生产烟火、信号弹、医药、造纸、糖的精制、锌电解液精制等。由碳酸锶制得的玻璃吸收X射线的能力较强，一般用于电视中阴极射线管的生产。也用于锶铁氧体、电磁铁，用在扬声器、磁选机和小型电机中。